# Saint-Ismier
Saint-Ismier ist eine französische Gemeinde mit 7087 Einwohnern (Stand: 1. Januar 2022) im Département Isère in der Region Auvergne-Rhône-Alpes. Saint-Ismier gehört zum Arrondissement Grenoble und zum Kanton Le Moyen Grésivaudan. Die Einwohner nennen sich Saint-Ismerusiens.

## Geographie
Saint-Ismier wird im Südosten begrenzt durch einen alten Isèrebogen. 
Umgeben wird Saint-Ismier von den Nachbargemeinden Bernin im Nordosten, Saint-Nazaire-les-Eymes und Villard-Bonnot im Osten, Le Versoud im Süden, Montbonnot-Saint-Martin im Südwesten sowie Biviers im Westen.
Saint-Ismier besteht aus den Ortsteilen Les Essarts, Les Bouts, Le Fayolle, Le Rozat, Les Maréchaux, Les Varciaux, La Bâtie, Pratel, La Fontaine Amélie, Les Semaises, Le Fangeat, Bougie und Le Coin. Das Gemeindegebiet liegt teilweise im Regionalen Naturpark Chartreuse.
Durch die Gemeinde führen die Autoroute A41 und die frühere Route nationale 90. 
In diesem Gebiet wird die Weinsorte Étraire de la Dui angebaut.

## Bevölkerungsentwicklung
| Jahr                       | 1962 | 1968 | 1975 | 1982 | 1990 | 1999 | 2006 | 2018 |
| -------------------------- | ---- | ---- | ---- | ---- | ---- | ---- | ---- | ---- |
| Einwohner                  | 1185 | 1687 | 3085 | 4472 | 5292 | 5935 | 6191 | 7026 |
| Quellen: Cassini und INSEE |      |      |      |      |      |      |      |      |

## Gemeindepartnerschaft
Mit der britischen Gemeinde Stroud in Gloucestershire (England) besteht eine Partnerschaft. 

## Sehenswürdigkeiten
- Kirche Saint-Philibert aus dem 12. Jahrhundert, seit 1908 Monument historique
- Bâtie Champrond, frühere Burganlage aus dem 13. Jahrhundert
- Tour d’Arces, Turmrest eines Donjons aus dem 13. Jahrhundert

## Persönlichkeiten
- Jean Gabriel Marchand (1765–1851), General
- René Gosse (1883–1943), Mathematiker und Widerstandskämpfer

## Weblinks

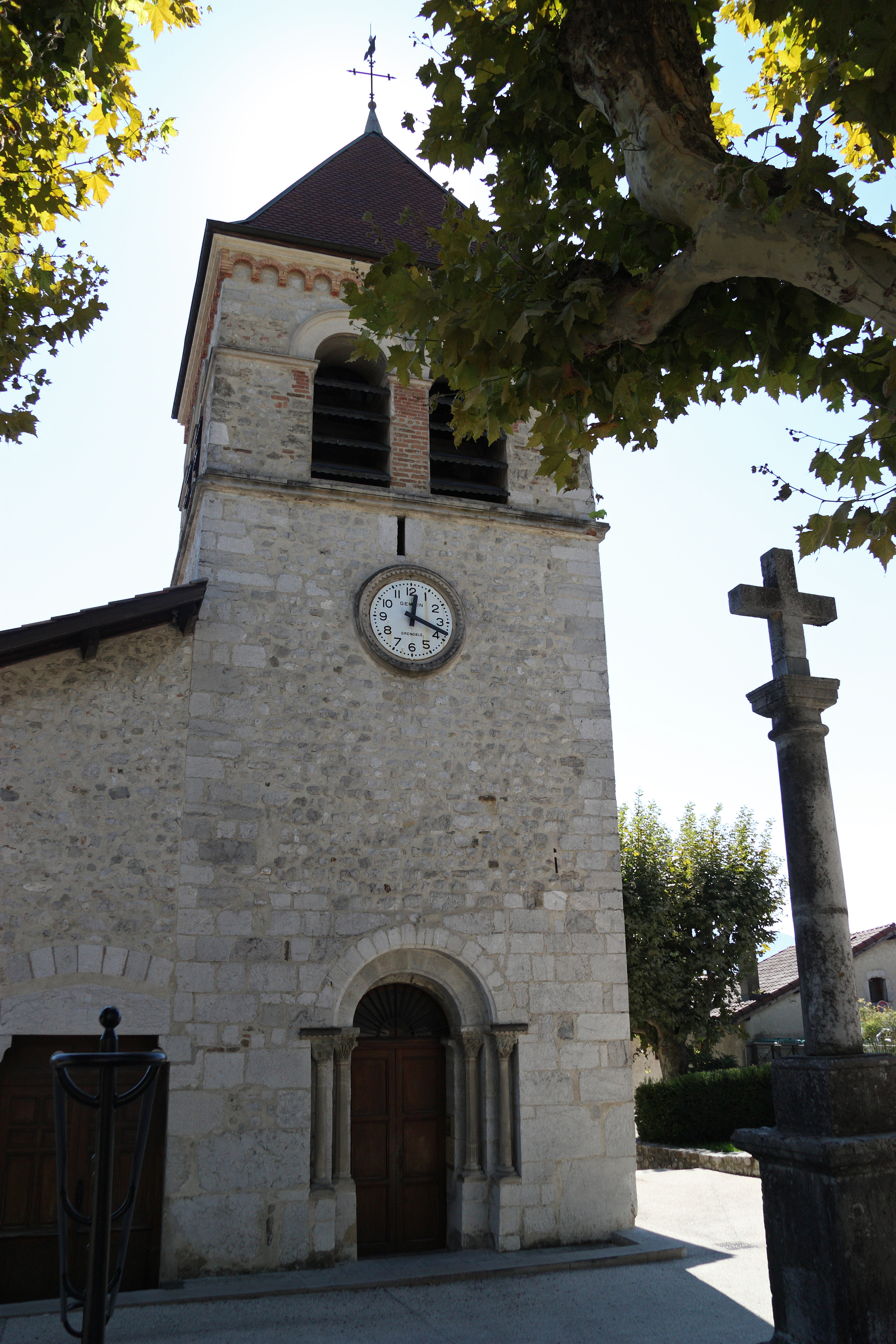
Kirche Saint-Philibert-de-Saint-Ismier